# Neue Vorarlberger Bauschule
Als Neue Vorarlberger Bauschule wird die Architektur am Ende des 20. Jahrhunderts in Vorarlberg bezeichnet, die maßgeblich von den Mitgliedern der Vorarlberger Baukünstlern der ersten und zweiten Generation geprägt wurde. Die Vorarlberger Bauschule gilt als einer der wichtigsten Vorreiter der Neuen Alpenarchitektur, in der an einer dem Alpenraum und dem nachhaltigen Bauen angepassten und nicht älplerisch-traditionalisierenden Formensprache und Konstruktionsweise gearbeitet wurde. Trotzdem sind die formalen Wurzeln in den örtlichen Bauformen etwa des Bregenzerwälderhauses und des Montafonerhauses lesbar.

## Vorarlberger Baukünstler
Die Moderne Architektur in Vorarlberg entstand abseits von Hochschulen, als Opposition zum Establishment. Sie folgte keinem geschriebenen Programm oder theoretischen Manifest und war nicht ausschließlich von Architekten begründet, sondern auch wesentlich von den bauwilligen Bürgern mitbestimmt. Ein Netzwerk von Lehrern, Künstlern und Planern formulierte und lebte ab 1960 Alternativen zur Provinzialität der Nachkriegsära.
Die Benennung lehnt sich an die Vorarlberger Bauschule der Barockbaumeister der Auer Zunft an.

## Beispiele der ersten Generation

Reihenhausanlage Halde, 1964–1966

### Reihenhausanlage Halde in Bludenz, Hans Purin 1964–1966
Die Hangsiedlung, ein Modell des gemeinschaftlichen, einfachen und ressourcenschonenden Bauens und Wohnens, in Bludenz gilt als Hauptwerk der frühen 60er-Jahre. Gestaffelte Wohnetagen wurden mit handwerklicher Beteiligung der Bewohner errichtet und sind im Preis-Leistungs-Verhältnis und im Wohnwert immer noch vorbildlich. Es entstanden zwei Typen von mehrgeschossigen Häusern mit Gärten.  Die größeren (130 m² Wohnfläche) bilden eine Reihe von drei, die kleineren (102 m²) eine Reihe von neun Häusern; die Anlage wird von den Bewohnern selbst verwaltet.

### Siedlung Ruhwiesen in Schlins, Rudolf Wäger 1971/72
In mehrfacher Hinsicht Pionierarbeit in Österreich, leistet die Siedlung Ruhwiesen in Schlins, die als radikal sparsamer konstruktiver Holzbau direkt und mit Selbstbauanteil von einer Eigentümergemeinschaft realisiert wurde. Die zwei Gruppen zu je drei erdgeschossigen Häusern mit Flachdach sind durch gemauerte Scheiben getrennt. Aus der Grundrisskonzeption, der Baumethode und der Fassadengliederung entwickelte sich Ökonomie und Rationalität, die, vom reinen und einfachen Bauen ausgehend, eben deshalb zu Architektur geworden ist.

## Beispiele der zweiten Generation

### Wohnanlage Im Fang, Cooperative Dornbirn 1978/79
Die zweite Generation der „Vorarlberger Baukünstler“, Dietmar Eberle, Wolfgang Juen, Markus Koch, Norbert Mittersteiner, konzipierte als Cooperative Dornbirn noch während des Studiums die Wohnanlage Im Fang nach den prototypischen Bauten von Hans Purin, Rudolf Wäger u. a. Die Grundidee war, möglichst einfache Methoden zu finden, die es auch Laien ermöglichen, daran mitzubauen, sodass auch junge Familien, die sonst nicht zu einem Haus gekommen wären, sich dies ohne lange Belastung mit Rückzahlungen leisten konnten. Ein Holzskelettbau im Rastermaß 3,6 m wurde vom Zimmermann in 6 Tagen abgebunden. Dachdeckung, Spengler- und Installationsarbeiten von Professionisten, das Übrige in Eigenleistung.

### Wohnanlage Ölzbündt, Hermann Kaufmann 1997
Das System Ölzbündt vereint die Vorteile hochwertiger Holz-Fertigteiltechnologie mit den Maximen ökologischer Energieoptimierung und bietet erschwinglich, erstmals Passiv-Haus-Werte im Geschosswohnbau an.
13 Wohneinheiten wurden in 18 Wochen im standardisierten „Holzbaukastensystem“ errichtet. Die Heizung ist hier zugleich Lüftung, die Fenster sollten allerdings nur im Sommer länger geöffnet werden.

## Maßgebliche Architekten
Ab 1960 entstanden neben Einzelbüros erste Kooperationen der Baukünstler. Diese rege Netzwerkfähigkeit formatierte sich über die Jahre mehrfach um.
Erste Generation
- Helmut Pfanner (1928–1972)
- Guntram Mätzler (1930–2013)
- Friedrich Wengler (1930–1979)
- Max Fohn (1932–2011)
- Leopold Kaufmann (1932–2019)

Zusammenarbeit mit
Helmut Einsentle und
Bernhard Haeckel
- Karl Sillaber (1932–2022)
- Jakob Albrecht (* 1933)
- Hans Purin (1933–2010)
- Heinz Wäger (* 1936)
- Norbert Schweitzer (* 1938)
- Gunter Wratzfeld (* 1939)
- Rudolf Wäger (1941–2019)
- Heinz Wagner (* 1941)
- Werner Wertaschnigg (1941–2006)
- Siegfried Wäger (* 1942)
- Walter K. Holzmüller (* 1946)
- Gerhard Hörburger (* 1948)
- Sture Larsen (* 1948)
- Norbert Mittersteiner (* 1949)
- Erich G. Steinmayr (* 1949)
- Bruno Spagolla (* 1949)

Zweite Generation
- Heinz-Peter Jehly (1950–2022)
- Hans Riemelmoser (1950–2020)
- Anton Fink (* 1951)
- Ernst Gieselbrecht (* 1951)
- Roland Gnaiger (* 1951)
- Dietmar Eberle (* 1952)
- Helmut Kuess (* 1952)
- Christian Lenz (* 1952)
- Wolfgang Juen (* 1952)
- Markus Koch (* 1952)
- Marion Rainer (* 1952)
- Walter Unterrainer (* 1952)
- Eckhard Amann (* 1953)
- Martin Häusle (* 1953)
- Theo Lang (* 1953)
- Elmar Nägele (* 1953)
- Elisabeth Rüdisser (* 1953)
- Reinhold Strieder (* 1953)
- Hans Hohenfellner (* 1954)
- Richard Nikolussi (1954–2015)
- Markus Gohm (* 1955)
- Hermann Kaufmann (* 1955)
- Ernst Waibel (* 1955)
- Carlo Baumschlager (* 1956)
- Arno Bereiter (* 1956)
- Robert Felber (* 1956)
- Wolfgang Ritsch (* 1956)
- Angelo Roventa (* 1956)
- Peter Schaffer (* 1956)
- Erwin Werle (* 1956)
- Markus Dorner (* 1960)
- Christian Matt (* 1961)
- Ulf Hiessberger (* 1958)
- Klaus P. Pfeifer (* 1958)
- Peter Martin (* 1958)
- Helmut Dietrich (* 1957)
- Hugo Dworzak (* 1957)
- Hans Ullrich Grassmann (* 1957)
- Dietmar Walser (* 1957)
- Much Untertrifaller (* 1959)
- Josef Fink (* 1960)
- Marina Hämmerle (* 1960)
- Armin Kathan (* 1961)
- Rainer Huchler (* 1962)
- Karl Schwärzler (* 1962)
- Markus Thurnher (* 1962)
- Christian Walch (* 1962)
- Walter Felder (* 1963)
- Daniel Sauter (* 1963)
- Kurt Schuster (* 1963)
- Gerhard Aicher (* 1964)
- Hans Peter Lang (* 1964)
- Christoph Kalb (* 1964)
- Peter Wimmer (* 1964)
- Alexander Früh (* 1965)
- Anton Nachbaur-Sturm (* 1965)
- Gerhard Zweier (* 1965)
- Philip Lutz (* 1966)
- Bernhard Marte (* 1966)
- Stefan Marte (* 1967)
- Ute Wimmer-Armellini (* 1968)
- Geli Salzmann (* 1968)
- Elmar Ludescher (* 1969)
- Andreas Cukrowicz (* 1969)
- Oskar Leo Kaufmann (* 1969)
- Matthias Hein (* 1971)

Kooperationen
- Jakob Albrecht/Gunter Wratzfeld/Ekkehard Schulze-Filitz,
- AIX architects
- Baukünstler Gruppe 16
- Baumschlager & Eberle
- Gruppe C4:

Max Fohn
Karl Sillaber
Helmut Pfanner
Friedrich Wengler
- Dietrich/Untertrifaller
- Fink/Thurnher
- Gruppe Coparts:

Heinz Wäger
Wolfgang Wäger
Siegfried Wäger
- Cooperative Dornbirn:

Dietmar Eberle
Markus Koch
Wolfgang Juen
Norbert Mittersteiner
- Cukrowicz Nachbaur Architekten
- Gohm/Hiesberger
- Kaufmann/Lenz
- Ludescher + Lutz Architekten
- Marte.Marte Architekten
- Walser/Werle
- Hein/Troy
- Dorner \ Matt

Und noch mehr als 70 andere Architekten und Kooperationen

## Ausstellungen
Auswahl:
- 1993: Erste Ausstellung: finanziert mit dem Preisgeld von Hans Purin: Internationaler Kunstpreis des Landes Vorarlberg 1991
- 2006: Barockbaumeister und die Moderne Bauschule aus Vorarlberg: Architectura Practica, Vorarlberger Landesmuseum

## Weblink
- vai – Vorarlberger Architektur-Institut